# Aegerita torulosa
Aegerita torulosa är en svampart som först beskrevs av Hermann Friedrich Bonorden, och fick sitt nu gällande namn av Pier Andrea Saccardo 1886. Aegerita torulosa ingår i släktet Aegerita och familjen Meruliaceae.   Inga underarter finns listade i Catalogue of Life.